# مار و پله

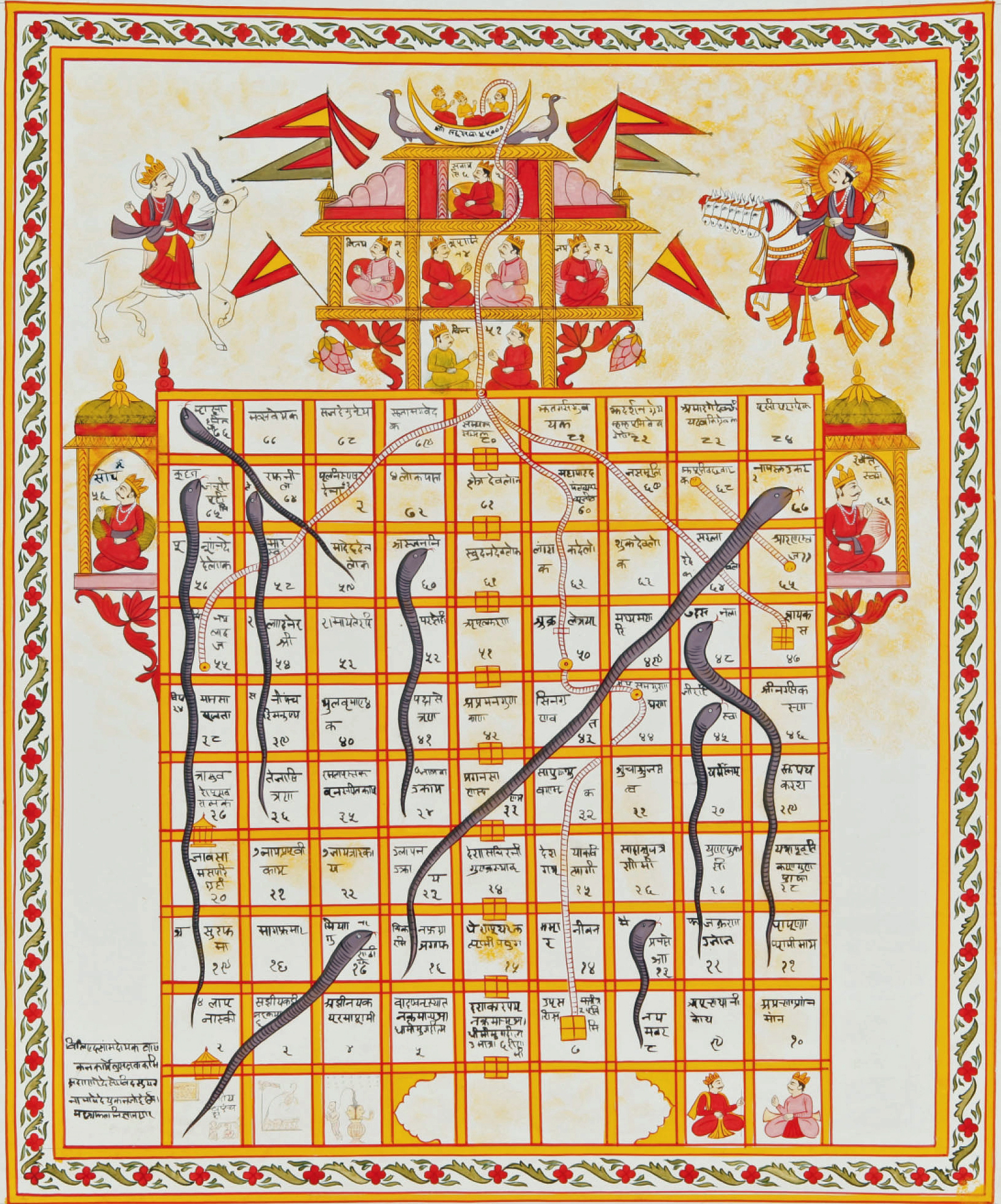
مار و پله، هندوستان، سده ۱۹، گواش بر روی پارچه.

مار و پله، یک بازی تخته‌ای کودکانه کلاسیک است که بین دو نفر یا بیشتر و در روی تخته‌ای که به مربع‌های کوچک تقسیم شده‌است، انجام می‌شود. خانه‌هایی که شروع یک نردبان باشند با قرار گرفتن در آن مهره به سمت انتهای نردبان حرکت می‌کند و خانه‌هایی که سر مار در آن باشد با قرار گرفتن در آن به سمت انتهای مار حرکت می‌کند. هر صفحه بازی معمولاً دارای صد خانه است که با تاس انداختن و به ترتیب طی کردن خانه‌ها، هر فردی که زودتر به خانه پایان برسد برنده است. حریف نمیتواند مهره ی حریف را بزند . 
در سطح ساده بازی مار و پله اگر روی خانه‌های شماره ۹۵ تا ۹۹ باشید و با تاس عددی بیاورید که بیشتر از تعداد خانه‌ها باشد، مهره حرکت نمی‌کند. برای مثال اگر روی خانه ۹۶ باشید و تاستان ۵ بیاورد، حرکت نمی‌کنید و نوبت حریف بعدی است. اما در سطح پیشرفته مهره‌ها برگشت دارند و این بازی را سخت‌تر می‌کند، به‌خصوص چون معمولا ماری در یکی از خانه‌های نامبرده وجود دارد. در سطح پیشرفته برای مثال اگر روی خانه ۹۶ باشید و تاستان ۵ بیاورد، ۴ خانه به جلو می‌روید و ۱ خانه برگشت می‌کنید. پس برای بردن بازی یا باید (در این مثال) مستقیما عدد ۴ بیاورید، یا اعداد ۱ تا ۳ تا کمی جلوتر بروید. البته به شرطی که روی سر مار ایستاده نباشید در بازی مارپله اگر در سر نردبان باشید به انتهای آن و اگر در انتهای آن باشید به سر آن می روید و اگر بر روی سر مار بروید پایین می روید